# シャルルの法則

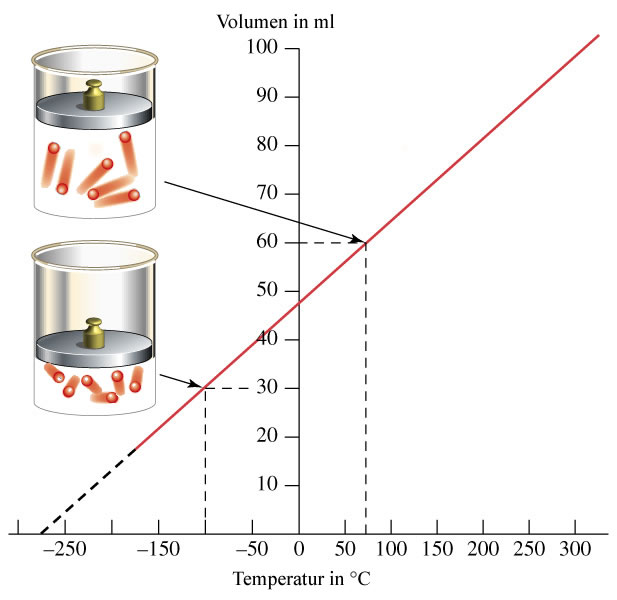
シャルルの法則の概念図

シャルルの法則（英語: Charles's law）とは、一定の圧力の下で、気体の体積の温度変化に対する依存性を示した法則である。シャールの法則ともいう。1787年にジャック・シャルルが発見し、1802年にジョセフ・ルイ・ゲイ＝リュサックによって初めて発表された。
この発表以前の1777年から1779年にヘンリー・キャベンディッシュの実験、または1801年から1802年のジョン・ドルトンの研究はこれに先駆けていた。とりわけキャベンディッシュは1779年から1780年に、いくつかの気体の熱膨張率を測定した上で結論を導いているが、人嫌いの奇人で知られたキャベンディッシュが生前にこれを発表することはなかったため、シャルルは独自にこれを発見したことになる。

この法則は理想気体に対して成り立つ近似法則であり、実在気体ではずれが生じる。この法則から絶対零度の存在と、普遍的な理想気体温度の存在が見いだされる。
実在気体は厳密にはシャルルの法則を満たさないが、気体が比較的低圧・高温の範囲にある場合にはこの法則の式は非常によい近似式となっている。逆に高圧・低温である場合には気体分子同士に働く分子間力や分子自体の大きさの影響が無視できなくなり、計算される気体体積と若干の誤差を生じる場合が多いので注意すべきである。

## 内容
一定の圧力の下で、温度の上昇に対して気体の体積が単調に増加し、一定の温度上昇に対して気体の種類に依らず同じように膨張する。
温度 θ のときの気体の体積を V(θ) とすれば、温度が θ1 から θ2 に変化したとき、体積が単調に変化することから
{\displaystyle {\frac {V(\theta _{2})-V(\theta _{1})}{\theta _{2}-\theta _{1}}}>0}
となる。さらに、別種の気体の体積を V'(θ) で表せば、体積の膨張が種類に依らないので
{\displaystyle {\frac {V'(\theta _{2})}{V'(\theta _{1})}}={\frac {V(\theta _{2})}{V(\theta _{1})}}}
と表される。

## 気体温度計
気体の振る舞いの普遍性から気体の体積を温度を計る目盛りとして選ぶことができる。体積の温度変化率が温度に依らない定数となるように温度を定める。つまり、適当な基準温度、例えば氷点 θfp を固定し、その時の体積を Vfp として
{\displaystyle {\frac {V(\theta )-V_{\text{fp}}}{\theta -\theta _{\text{fp}}}}=K}
となるように温度変数 θ を選ぶ。これを
{\displaystyle \theta =\theta _{\text{fp}}+{\frac {V_{\text{fp}}}{K}}\left({\frac {V(\theta )}{V_{\text{fp}}}}-1\right)}
と変形すれば、体積の膨張が気体の種類に依らないことから、係数 Vfp/K を気体の種類に依らないように定めれば、この温度は気体の種類に依らない表し方となる。
さらに別な温度、例えば水の沸点 θbp を固定し、その時の体積を Vbp とすれば
{\displaystyle {\frac {V_{\text{fp}}}{K}}={\frac {\theta _{\text{bp}}-\theta _{\text{fp}}}{(V_{\text{bp}}/V_{\text{fp}})-1}}}
によって係数 Vfp/K を実験的に決定することができる。実験によれば Vbp/Vfp = 1.366 であり、この係数は
{\displaystyle {\frac {V_{\text{fp}}}{K}}={\frac {\theta _{\text{bp}}-\theta _{\text{fp}}}{0.366}}}
となる。θfp = 0°C、θbp = 100°C によってセルシウス度を定めれば
{\displaystyle {\frac {V_{\text{fp}}}{K}}={\frac {100^{\circ }{\text{C}}}{0.366}}=273^{\circ }{\text{C}}}
となる。
この温度を用いれば気体の体積は
{\displaystyle V(\theta )=V_{\text{fp}}\left(1+{\frac {\theta /{}^{\circ }{\text{C}}}{273}}\right)=K(\theta +273^{\circ }{\text{C}})}
と表わされる。この表式から温度 θ = −273°C において体積がゼロとなることが分かる。
水の物性に基づいた氷点 θfp や沸点 θbp は特別な温度ではないが、気体の体積がゼロとなる温度 θ = −273°C は物質に依らない普遍的な温度である。新たな温度 T = θ +273°C を定義すれば
{\displaystyle V(T)=KT}
の関係が成り立つ。新たに定義された温度 T は気体の体積に比例し、理想気体温度と呼ばれる。また、気体の体積がゼロとなる温度 T = 0 は絶対零度と呼ばれる。